# Халтмаагійн Баттулга
Халтмаа Баттулга (монг. Халтмаагийн Баттулга; нар. 3 березня 1963, Улан-Батор, МНР) — монгольський політик, президент Монголії (з 10 липня 2017 року по 25 червня 2021), член Великого державного Хуралу (2004—2016 рр.), міністр доріг, транспорту, будівництва та міського розвитку Монголії (2008—2012 рр.). Демократична партія висунула його кандидатом на президентських виборах 2017 року, які він виграв з результатом 50,6 % голосів.

## Родина та навчання
Баттулга є другою дитиною у родині. Його батько і мати народились в Улан-Баторі. Сім'ї була переселена в район Ярмаг Гер в Улан-Батор після того, як вони втратили все в потоці річки Туул в 1966 році. Отже, Баттулга виріс на вулицях Ярмаг і пішов у місцеву середню школу. Коли він закінчив 8-й клас, вчитель рекомендував йому звернутися до школи мистецтв з урахуванням його талантів, яку Баттулга закінчив у 1982 році. Під час навчання в школі мистецтв, Баттулга продавав свої картини для туристів біля готелю в районі Байнгол. Також він навчався англійської мови, щоб допомогти продати свої твори.

## Спортивні досягнення
Його батько був тренером монгольської збірної по дзюдо, тому Баттулга вчився спорту ще з дитинства. Баттулга був членом монгольської Національної збірної по дзюдо в 1979—1990 роках.
Заняття спортом дозволили Баттулзі подорожувати світом в період, коли поїздки за кордон для монголів були заборонені.
Баттулга в 1995 році отримав звання Заслужений спортсмен Монголії. Потім у 2006 році він був обраний головою Монгольської Федерації дзюдо. Під час керівництва Баттулги Федерації дзюдо, монгольські дзюдоїсти вперше в історії стали олімпійськими чемпіонами.

## Бізнес
У 1990 році, Баттулга почав шити і продавати джинси в Угорщині. Це дозволило йому заробити $600, щоб купити відеокамеру і почати експорт-імпорт бізнес з торгівлі електронікою з Сінгапуру в Монголію, Росію та Східну Європу.
Баттулга, як і багато інших молодих монголів його покоління, був вражений фільмом «Хрещений батько». Таким чином, він назвав свою першу компанію Genco. Це прізвисько застрягло за ним і досі.
Дженко придбала контрольні пакети акцій в процесі приватизації державних активів, таких як готелю Баянгол і м'ясопереробного заводу Макс Імпекс у 1997 і 1999 роках, відповідно.
У 1990-х роках створена ним компанія стала однією з перших таксі-компаній в Монголії під назвою Міське таксі. Також він відкрив магазин роздрібної торгівлі, ресторан і нічний клуб, борошномельний та хлібопекарський завод Talkh Chikher ТОВ, а також налагодив лотерейний бізнес.

## Політичні погляди
У 2004 році, Баттулга став членом парламенту вперше з провінції Баянхонгор. Він був переобраний до парламенту в 2008 та 2012 роках.
Баттулга вважає, що кожен громадянин Монголії повинен отримувати вигоду від корисних копалин у відповідності зі статтею 6.1 Конституції Монголії, у відповідності з якою мінеральні ресурси повинні бути розроблені з урахуванням забезпечення економічної безпеки та розвитку всіх форм власності та соціального розвитку населення. Через відсутність виходу Монголії до моря, на думку Баттулга, Єдина Залізнична мережа дозволить підвищити глобальну конкурентоспроможність національної гірничодобувної промисловості шляхом створення декількох точок доступу, через які країна може мати кілька цільових внутрішніх і морських ринків.
Крім того, Баттулга вважає, враховуючи циклічність сировинних ринків, промислових кластерів, що переробка корисних копалин дозволить створити кваліфіковані робочі місця. Однак, для цього необхідно впроваджувати сучасні промислові технологій, проводити диверсифікацію економіки. Від так — підвищення купівельної спроможності місцевого населення дозволить створити економічний мультиплікативний ефект в житловому будівництві, сфері послуг та інших секторах економіки. Баттулга вважає, що сільське господарство займає важливе місце в диверсифікації економіки країни, адже Монголія багата худобою, близько 60 мільйонів голів, з найбільшими споживачами сільськогосподарської продукції — своїми сусідами. Він вважає, кашемірові і шкіряні вироби можуть бути успішно реалізовані на міжнародному ринку через їх дефіцит.
Визнаючи ці принципи, Баттулга спонсорував державний залізничний транспорт Монголії («Дорожня політика»), узгодивши з парламентом. З 24 червня 2010 року вдалось побудувати 5,600 км залізниці. Загалом проект розвитку інфраструктурної бази буде реалізовуватись в три етапи, що вимагає надання доступу до кількох морських портів в Китаї і Росії, створення трьох транспортних коридорів між Китаєм, Росією та Європою, а також створення промислового кластера в Сайншанде.
Баттулга визнає, що обмеженість людських ресурсів та фінансових можливостей Монголії вимагає багатосторонньої міжнародної участі у розвитку економіки на відміну від двосторонніх домовленостей із сусідами. Баттулга рішуче виступає проти контролю над мінеральними ресурсами кількома політичними угрупуваннями. Адже бізнесмени отримують величезні прибутки, а це веде до збільшення розриву в доходах між багатими і бідними. З часом це може привести до політичної та соціальної нестабільності в країні.
Так перебуваючи на посаді міністра, відповідального за розвиток інфраструктури і промислових проектів, Баттулга заохочував участь іноземних компаній у розробці бізнес-кейсів, техніко-економічне обґрунтування і необхідні детальні інженерні дослідження. В результаті були відібрані підприємства Bechtel Enterprises, BNP Paribas, Deutsche Bank, Guggenheim, Fluor, McKinsey & Company, Nippon Koei, Pillsbury Winthrop Pittman Shaw LLP, Samsung, Sidley Austin LLP, Taylor Wessing. Як результат, багато міжнародних компаній висловили зацікавленість інвестувати, надавати технології і будівельні послуги, такі як «Air Liquide» (Франція), Baotou Steel (Китай), порт Даньдун (Китай), Overseas Infrastructure Alliance (Індія), ВАТ «РЖД» (Росія), РАО ЕЕС (Росія), Sembcorp (Сінгапур), «sinohydro» (КНР), Steel Authority of India Limited (Індія) та багато інших.
3 листопада 2012 року уряд Монголії повідомив про прийняття рішення побудувати 1800 км залізничної інфраструктури, першої та другої інтеграційних фаз залізничної політики. Зацікавлені сторони, такі як Гонконг, а також названі монгольські гірничодобувні корпорації позитивно зустріли таку політику уряду, адже вона особливо корисна для монгольських вугільних експортерів.
Баттулга зіграв важливу роль у підготовці та підписанні Меморандуму про співробітництво між урядами Монголії та Японії під час офіційного візиту прем'єр-міністра Сіндзо Абе 22 жовтня 2015 року. Цей меморандум виражає намір Японії інвестувати у будівництво залізничної інфраструктури від Таван Толгой вугільного розрізу в Сайншанде залізничної лінії, що з'єднує його з трансмонгольською залізничною мережею і надання доступу до китайських і російських морських портів. Крім того, плани були зроблені для китайських, російських і японських інвестицій у фінансуванні залізниці в обмін на постачання коксівного вугілля з Монголії. Інвестиційний план «Дорожня карта» була узгоджена з урядом Японії, японським Банком міжнародного співробітництва та великих японських торгових компаній.
Баттулга вважає, що прямі іноземні інвестиції на збалансованих умовах є важливим каталізатором економічного розвитку Монголії і створення робочих місць. Його політика була спрямована на підвищення справедливої, прозорої і взаємної торгівлі.
Також Баттулга критикує значну залежність економіки Монголії від одного торговельного партнера. Але його позиція викликає жорстку опозицію і нападки з боку акціонерів та зацікавлених сторін вугільників.

## Соціальні внески
Баттулга спонсорував будівництво кінної статуї Чингізхана в Улан-Баторі як національної гордості. Статуя стала однією з головних туристичних визначних пам'яток міста.
Баттулга також є Президентом Асоціації монгольських дзюдоїстів. Під його керівництвом, монгольський дзюдоїст Тувшинбаяр Найдан став олімпійським чемпіоном з дзюдо в Пекіні-2008 і багато інших успішних дзюдоїстів стали національними героями. Завдяки цим успіхам дзюдо стало одним з найпопулярніших видів спорту в Монголії
.

## Обрання Президентом
Баттулга брав участь у президентських виборах, які вперше проходили у два тури. У першому турі виборів, що відбувся 26 червня 2017 року, виборці не змогли визначити однозначного переможця.
В другому турі, що проходив 7 липня 2017 року його головний опонент — спікер парламенту Монголії Міеегомбін Енхболд, як кандидат від правлячої Монгольської народної партії, набрав 496 840 голосів заручившись 41,2 % голосами виборців.
Самому Баттулзі вдалося заручитися підтримкою 610 541 виборця, що склало 50,6 % виборців.